# Leffond
 (avril 2020).
Si vous disposez d'ouvrages ou d'articles de référence ou si vous connaissez des sites web de qualité traitant du thème abordé ici, merci de compléter l'article en donnant les références utiles à sa vérifiabilité et en les liant à la section « Notes et références ».
Ne doit pas être confondu avec Leffonds.
Leffond est une ancienne commune française située dans le département de la Haute-Saône et la région Bourgogne-Franche-Comté. Elle est associée à la commune de Champlitte depuis 1972.
Ses habitants, appelés les Leffonais, sont au nombre de 131 en 2016.

## Géographie
Situé à environ 1 km de la limite départementale, Leffond est le premier village de Haute-Saône à être traversé par le Salon ; il est dominé à l'est par une vierge et au centre par l'église Saint-Jean-Baptiste.
Ce village a une superficie totale de 2 913 hectares, dont 1 016 ha de bois (bois communaux : 375 ha).

### Voies de communication et transports
Deux routes traversent le territoire de Leffond : 
- la D17, (Haute-Marne - Champlitte) (D122 en Haute-Marne), elle traverse Leffond
- la D67, anciennement N67 (axe Besançon - Langres), elle contourne le village

### Écarts et lieux-dits
- Hameaux : Piémont, Montvaudon, Les Louches
- Fermes : Breuillot, Le Vergy, Montcharvot
- Moulin : Le moulin de la papeterie

## Toponymie
Anciennes mentions : Leffond et les fermes (1793), Leffond (1801).
Leffond signifie « Les Fonds », c'est-à-dire « Les Sources ». En effet, il y a de nombreuses sources à Leffond (fontaine Saint-Jean, Quiqueur, fontaine du Moulin, etc.).

## Histoire
Une gare de la ligne de Culmont - Chalindrey à Gray était présente au village qui sera fermée le 30 mai 1970 au trafic voyageurs.
Le 31 décembre 1972, la commune de Leffond est rattachée sous le régime de la fusion-association à celle de Champlitte-et-le-Prélot qui devient Champlitte.

## Administration
| Période                                  | Période | Identité            | Étiquette | Qualité |
| ---------------------------------------- | ------- | ------------------- | --------- | ------- |
|                                          | 2008    | Gilles Contet       |           |         |
| 2008                                     | 2014    | Martine Gautheron   |           |         |
| 2014                                     | 2020    | Jean-Marc Angelot   |           |         |
| 2020                                     | (2026)  | Jean-Loup Panhaleux |           |         |
| Les données manquantes sont à compléter. |         |                     |           |         |

## Démographie
| 1793 | 1800 | 1806 | 1821 | 1831 | 1836 | 1841 | 1846 | 1851 |
| ---- | ---- | ---- | ---- | ---- | ---- | ---- | ---- | ---- |
| 755  | 867  | 960  | 849  | 922  | 927  | 926  | 902  | 886  |

| 1856 | 1861 | 1866 | 1872 | 1876 | 1881 | 1886 | 1896 | 1906 |
| ---- | ---- | ---- | ---- | ---- | ---- | ---- | ---- | ---- |
| 875  | 828  | 748  | 701  | 678  | 639  | 611  | 517  | 443  |

| 1911 | 1921 | 1926 | 1931 | 1936 | 1946 | 1954 | 1962 | 1968 |
| ---- | ---- | ---- | ---- | ---- | ---- | ---- | ---- | ---- |
| 421  | 352  | 372  | 331  | 301  | 312  | 269  | 267  | 218  |

## Associations
- Leffond Animation,
- Passion d'antan.

## Entreprises et commerces
- CCB entreprise d'horlogerie d'édifices,
- Elle V atelier de modiste,
- L'entreprise de Reliure Clergeot,
- Une poterie,
- Des agriculteurs céréaliers,
- Des hébergements touristiques,
- Gîte la petite maison, dans le hameau des louches.

## Lieux et monuments
- L’église Saint-Jean-Baptiste, reconstruite en 1772 sous la direction de l’architecte Anatole Amoudru. Le clocher a été remanié en 1788 par l’architecte J.C. Disqueux (archives départementales) et le carillon date de 1946
- Les trois fontaines : St. Jean, au pied de l’église la fontaine de la ruelle du Moulin, le Quicoeur reconstruit en 1841.
- Les deux lavoirs
- Le pont de pierre date de 1833
- La source de la Papeterie, importante car elle alimente en eau les Leffonais depuis qu’en 1965 la commune a acheté cette source à un particulier pour la somme de 4 500 Francs.
- La borne milliaire à l’ouest du hameau du Vergy, unique borne Romaine du département.
- La cabane du Loupi
- La statue de la Vierge érigée en 1867 à l’initiative de l’abbé Barthelet et grâce à la générosité des habitants, surplombe le village à l’est.
- Le chêne Henri IV, niché dans la forêt de Montcharvot.
- Les nombreuses croix de mission (croix Louvot, croix de Pennessières, etc.) qui jalonnent le territoire de Leffond